# (38447) 1999 SO18
1999 SO18 (asteroide 38447) é um asteroide da cintura principal. Possui uma excentricidade de 0.09758660 e uma inclinação de 10.20531º.
Este asteroide foi descoberto no dia 30 de setembro de 1999 por LINEAR em Socorro.